# Evolvulus alsinoides
Evolvulus alsinoides es una especie de planta perteneciente a la familia Convolvulaceae. Tiene una distribución pantropical natural que abarca las regiones tropicales y templado-cálidas de Australia, Indomalaya, Polinesia, África Subsahariana y América.

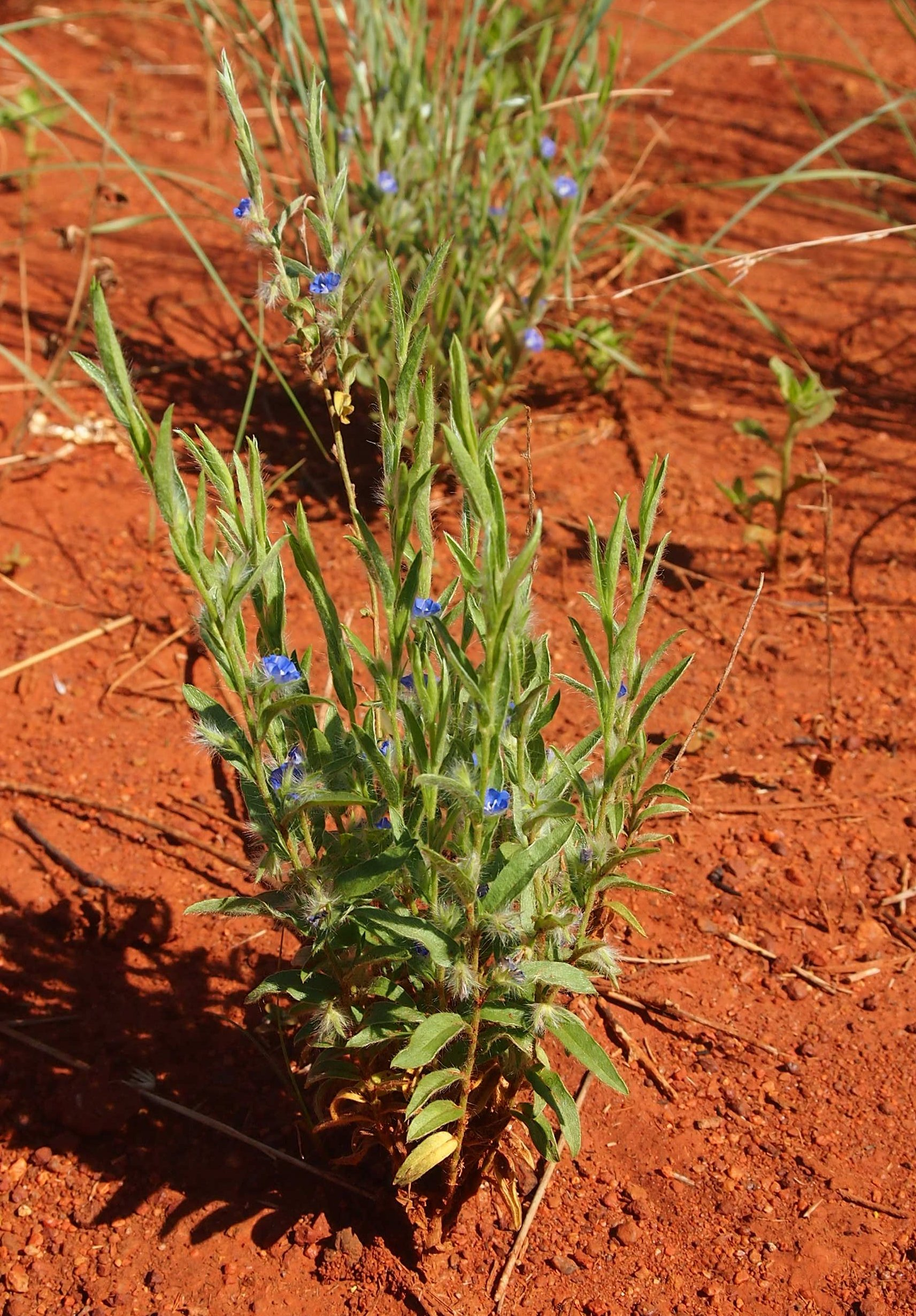
Detalle de la planta en su hábitat

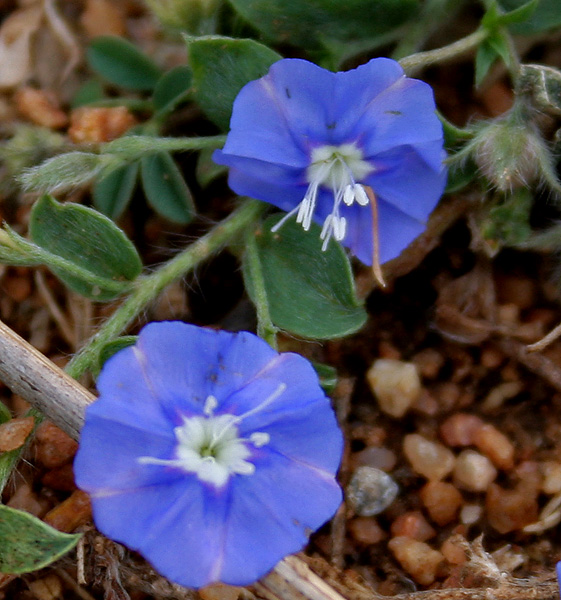
Detalle de las flores

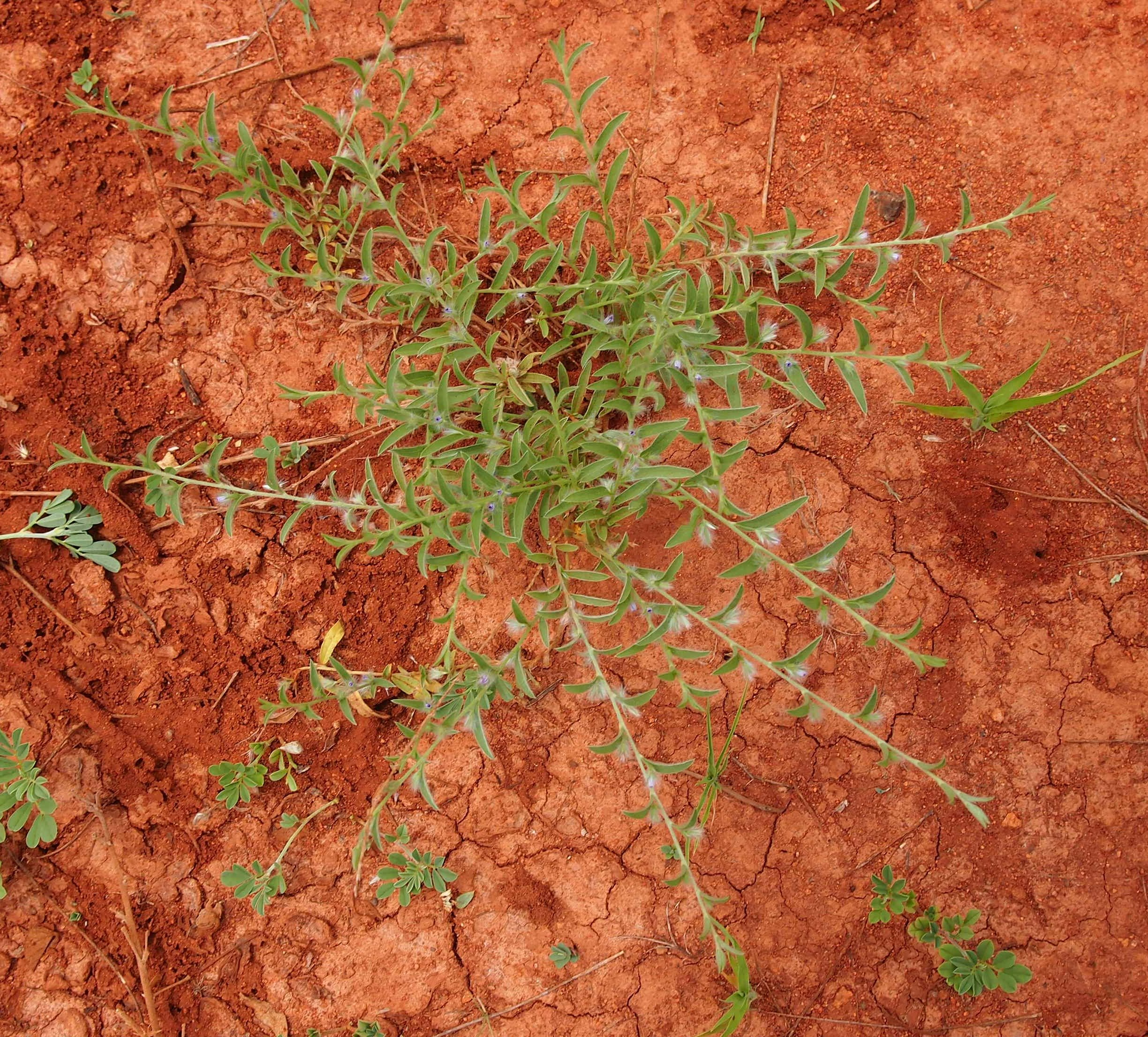
Vista de la planta

## Hábitat
La especie habita una gran variedad de hábitats, desde zonas pantanosas y bosques húmedos a los desiertos. Un número de variedades y subespecies se reconocen. Puede llegar a ser una mala hierba en algunas situaciones. Es una de las plantas incluidas en el Dasapushpam , las diez flores sagradas de Kerala.

## Descripción
Son hierbas perennes; con tallos herbáceos o sufruticosos, reclinados o ascendentes, pubescentes con tricomas patentes. Hojas oblongas, elíptico-oblongas o lanceoladas, 1–2.5 cm de largo y generalmente menos de 1 cm de ancho, agudas a obtusas en el ápice y en la base, pubescentes. Flores solitarias o inflorescencias cimosas, pedúnculos frecuentemente del mismo largo que las hojas; sépalos lanceolados, 2–3 mm de largo, agudos a acuminados, pubescentes; corola ampliamente campanulada a subrotácea, 3–7 mm de ancho, generalmente azul pálida, a veces blanca. Frutos globosos, 3–4 mm de ancho, glabros; semillas lisas, negras.

## Propiedades
Esta hierba se utiliza en la medicina tradicional de Asia oriental por sus supuesta propiedades psicotrópicas y nootrópicos, aunque tales afirmaciones no son verificadas por razones médicas.
Los compuestos químicos aislados de E. Alsinoides incluyen escopoletina, umbeliferona, scopolin y 2-metil-1,2,3,4-butanotetrol.

## Taxonomía
Evolvulus alsinoides fue descrita por (L.) L. y publicado en Species Plantarum, Editio Secunda 1: 392. 1762.
Varaiedades aceptadas
- Evolvulus alsinoides var. adscendens (House) Ooststr.
- Evolvulus alsinoides var. angustifolia Torr.
- Evolvulus alsinoides var. decumbens (R. Br.) Ooststr.
- Evolvulus alsinoides var. hirsutus (Lam.) Ooststr.
- Evolvulus alsinoides var. javanicus (Blume) Ooststr.
- Evolvulus alsinoides var. rotundifolius Hayata ex Ooststr.

Sinónimos
- Convolvulus alsinoides L.
- Convolvulus linifolius L.
- Convolvulus valerianoides Blanco
- Evolvulus albiflorus M. Martens & Galeotti
- Evolvulus azureus Vahl ex Schumach. & Thonn.
- Evolvulus chinensis Choisy
- Evolvulus debilis Kunth
- Evolvulus filiformis Willd. ex Steud.
- Evolvulus hirsutulus Choisy
- Evolvulus pilosissimus M. Martens & Galeotti
- Evolvulus pimulus Span.
- Evolvulus pudicus Hance ex Walp.
- Evolvulus pumilus Span.
- Evolvulus ramiflorus Boj. ex Choisy in DC
- Evolvulus ramulosus M.E. Jones[5]

## Nombres comunes
- retama de montaña, hierba de sabana.[6]